# Maupasia rufa
Maupasia rufa är en ringmaskart som beskrevs av Giard 1890. Maupasia rufa ingår i släktet Maupasia och familjen Lopadorrhynchidae. Inga underarter finns listade i Catalogue of Life.